# La Chapelle-Craonnaise
La Chapelle-Craonnaise är en kommun i departementet Mayenne i regionen Pays de la Loire i nordvästra Frankrike. Kommunen ligger i kantonen Cossé-le-Vivien som tillhör arrondissementet Château-Gontier. År 2022 hade La Chapelle-Craonnaise 315 invånare.

## Befolkningsutveckling
Antalet invånare i kommunen La Chapelle-Craonnaise
| Referens: INSEE |